# نان‌آور (فیلم ۲۰۲۶)
نان‌آور (انگلیسی: The Breadwinner) یک فیلم کمدی آمریکایی به کارگردانی اریک اپل و بر پایهٔ فیلم‌نامه‌ای از نیت بارگتسی و دن لاگانا است. در این فیلم، بارگتسی نقش اصلی را ایفا می‌کند و بازیگرانی همچون مندی مور، ویل فورته، کالین جست و کمیل نانجیانی نیز در آن حضور دارند. این فیلم قرار است در ایالات متحده در ۱۳ مارس ۲۰۲۶ اکران شود.

## خلاصه داستان
پس از آن‌که همسر نیت بارگتسی موفق می‌شود معامله‌ای در برنامهٔ شارک تَنک انجام دهد، نیت مجبور می‌شود نقش یک پدر خانه‌دار را بر عهده بگیرد.

## بازیگران
- نیت بارگتسی در نقش خودش
- مندی مور در نقش کیتی، همسر نیت
- ویل فورته
- کالین جست
- کمیل نانجیانی

## تولید
در نوامبر ۲۰۲۴، ترایستار پیکچرز حقوق پخش فیلم نان‌آور را که توسط نیت بارگتسی نوشته شده و قرار بود خود او نیز در آن ایفای نقش کند، خریداری کرد. در فوریه ۲۰۲۵ اعلام شد که اریک اپل کارگردانی این فیلم را بر عهده خواهد داشت. در مه ۲۰۲۵، بازیگرانی چون مندی مور، ویل فورته، کالین جست، کمیل نانجیانی، زک چری، کیت برلانت و مارتین هرلیهی به پروژه پیوستند.

### فیلم‌برداری
تصویربرداری اصلی از ۲۲ مه ۲۰۲۵ در آتلانتا، ایالات متحده آغاز شد.

## انتشار
نان‌آور قرار است در ایالات متحده در ۱۳ مارس ۲۰۲۶ اکران شود.